# جاش لورنت
جاش لورنت (انگلیسی: Josh Laurent؛ زادهٔ ۶ مهٔ ۱۹۹۵) بازیکن فوتبال اهل بریتانیا است.
از باشگاه‌هایی که در آن بازی کرده است می‌توان به باشگاه فوتبال هارتل پول یونایتد، باشگاه فوتبال نیوپورت کانتی، باشگاه فوتبال براینتری تاون، باشگاه فوتبال کویینز پارک رنجرز، باشگاه فوتبال ویگان اتلتیک، و باشگاه فوتبال برنتفورد اشاره کرد.